# Calypso Rose
Calypso Rose é uma cantora e compositora de Trindade e Tobago. Ela começou a escrever músicas aos 15 anos; e ao longo dos anos, ela compôs mais de 800 músicas e gravou mais de 20 álbuns, e também é considerada a "mãe do calipso". Rose foi a primeira estrela calipso do sexo feminino, com suas letras que frequentemente abordam questões sociais como racismo e sexismo. Ela recebeu todos os prêmios disponíveis para artistas vivos no Caribe. Ela atualmente reside em Queens, Nova York, e retorna regularmente a Trinidade e Tobago, além de fazer turnês em todo mundo.

## Início da Vida
Calypso Rose, registrada como Linda McCartha Monica Sandy-Lewis ou McCartha Linda Sandy-Lewis, cresceu em uma pequena aldeia na ilha de Tobago, o berço do calipso. Ela morava com seus pais e seus dez irmãos em uma casa de dois quartos até os nove anos de idade, quando foi morar com uma tia e um tio na ilha vizinha de Trindade. Seu pai era um pregador e um líder dos Batistas Espirituais Espirituais. Sua família era muito tradicional e inicialmente se opunhava que ela fosse em tendas de carnaval.

## Carreira
Viajando em 1963, Rose visitou as ilhas caribenhas de Granada e St. Thomas, no qual ganhou o concurso "King Calypso" em St. Thomas com sua primeira gravação, Cooperation. Esta foi a primeira vez que uma mulher recebeu o título. Em 1964, ela decidiu dedicar sua vida a uma carreira na música, embora originalmente naquele época conhecida como Crusoe Kid, ela recebeu carinhosamente o nome de Calypso Rose por calypsonian Mighty Spoiler e outros membros da tenda do Carnaval daquela ilha. Em 1966, Rose escreveu a canção "Fire in Me Wire", o primeiro calypso a rodar dois anos seguidos no Carnaval de Trinidade. Ela se apresentou com Bob Marley & the Wailers no Grand Ballroom, em Nova York, em 1967, e excursionou com ele três vezes durante a década de 1970. 
Em 1978, o título da competição "Trinidade Road March" foi mudado para Calypso Monarch em sua homenagem. Desde 1983, Rose vive em Nova York. Em outubro de 1996, ela passou por uma cirurgia de câncer de mama. E em 1998, ela foi submetida a tratamento por malignidade no estômago. Ela foi tema de um documentário (Calypso Rose, Lioness in the Jungle) em 2011. Em 2019, Rose se apresentou no Coachella , marcando a primeira vez que um artista de calypso tocou um set completo no festival. Aos 78 anos, ela se tornou a artista mais antiga do festival até hoje.

## Discografia

### Álbum de estúdio
- Splish Splash
- Amnesty In Town
- Jump With Power
- So Calypso! (2018)

### Álbuns de remix e compilações
- 2000: The Golden Hits Of Calypso Rose
- 2005: The Best Of Calypso Rose - Calypso Queen Of The World

### Singles
- "Fire In Your Wire/A Man Is A Man" (1967)
- "Respect The Balizay/Bend Down Low" (1972)
- "Do Dem Back" (1974)
- "Constable Rose/Lottery Vendors" (1974)
- "Labour Day Brakeway" (1975)
- "Pan Rhapsody" (1976)
- "The Action Is Tight" (1977)
- "Her Majesty" (1977)
- "Tobago Soul/Give More Tempo" (1977)
- "Warrior/Come Leh We Jam" (1978)
- "Come Leh We Jam" (1978)
- "Navidad/You bound to come back to Rose" (1978)
- "Hold I Say" (1979)
- "Sugar Bum Bum" (1979)
- "Soca Baby" (1980)
- "We Rocking For Carnival" (1980)
- "Soca Tempo" (1981)
- "Ju Ju Warrior" (1994)
- "I Am African" (2016)
- "Calypso Queen/No Madame" (2017)[15]

## Prêmios e honras
- 1978: Prémio de Realização Sem Precedentes de um Calypsoniano da Aliança de Trindade e Tobago nos EUA.

- 1978: Distinguished Achievement Award para o primeiro monarca do mundo da coroa tripla Calypso do mundo pela sociedade benevolente de Tobago.

- 1979: Prêmio de Magnânima Contribuição à Cultura pelo Conselho de Artes e Cultura do Caribe.

- 1982: Rose foi nomeada cidadã honorária de Belize em 1982 em reconhecimento ao seu trabalho de conscientização internacional do país sobre a frente cultural.

- 1983: Top Female Calypsonian pela Smithsonian Institution, Washington DC.

- 1985: Melhor Prêmio de Artista Feminina pelo CEI.

- 1986: Reconhecimento pela Realização no Progresso Humano dos Cidadãos Preocupados da Organização Libéria.

- 1988: Gratidão e Comenda pelo Desenvolvimento das Artes e da Cultura em Belize pelo National Arts Council of Belize.

- 1988: Nomeação como principal embaixadora da cultura pela Associação do Dia da Índia Ocidental.

- 1989: Prêmio Humanitário do Sunshine Music Awards.

- 1989: Reconhecimento pela contribuição para o steelpan pelos Calypso e Steelband Music Awards.

- 1989: Melhor Canção Festiva do Sunshine Music Awards.

1989: Melhor Vocalista Feminina pelo Sunshine Music Awards.
- 1990: Nafeita Lifetime Achievement Award.

- 1991: Outstanding Female in the Field of Music Award pelo National Action's Action Committee.

- 1991: Most Outstanding Woman em Trinidad and Tobago pelo National Action Committee.

- 1993: Entrou na Calçada da Fama de Tobago como membro fundador.

- 1993: Homenageado pelo prefeito de St. Catharines, Ontario, Canadá, com as chaves da cidade.

- 2011: Prêmio de Realização ao Longo da Vida do Festival de África.

- 2014: Doutor Honorário de Letras - Universidade das Índias Ocidentais de 2014.

- 2016: Prêmio de Artista do Ano da WOMEX .

- 2017: Calypso Rose's Far From Home ganhou o concurso de Álbum de Música do Mundo na 32ª cerimônia anual de entrega de música francesa, Les Victoires de la Musique.

- 2017: A Ordem da República de Trindade e Tobago, a mais alta honraria do país.[16][17]

## Filmes
- 1979: Bacchanal Time
- 1991: A hand not applauded
- 2011: Calypso Rose: The leoa of the jungle